# Néna Petrović
Néna Petrović est une joueuse serbe de volley-ball née le 17 avril 1981 à Belgrade. Elle mesure 1,83 m et joue réceptionneuse-attaquante
.

## Clubs
| Club                  | Pays    | De        | À         |
| --------------------- | ------- | --------- | --------- |
| Kolubara Lazarevac    | YOU     | 1997-1998 | 2000-2001 |
| Sremska Mitrovica     | SCG     | 2001-2002 | 2001-2002 |
| Srbijanka Valjevo     | SCG     | 2002-2003 | 2003-2004 |
| Kastela DC            | Croatie | 2004-2005 | 2004-2005 |
| Enosi Vironas Athènes | Grèce   | 2005-2006 | 2005-2006 |
| Hainaut Volley        | France  | 2006-2007 | 2007-2008 |
| SES Calais            | France  | 2008-2009 | 2008-2009 |
| AS Bondy              | France  | 2009-2010 | 2009-2010 |
| C.S.M Clamart         | France  | 2010-2011 | 2010-2011 |
| Volley Tulle-Naves    | France  | 2011-2012 | 2011-2012 |

## Palmarès
Finaliste et MVP Coupe de Croatie 2005